# 塩見綾乃
塩見 綾乃（しおみ・あやの、1999年11月26日 - ）は、日本の陸上競技選手。専門は中距離走。岩谷産業所属。

## 人物
京都府京都市出身。京都市立桂中学校→京都文教高等学校→立命館大学経済学部→岩谷産業
中学校時代は、2014年の第22回全国中学校駅伝大会女子の部にて優勝を飾り、自身も最優秀選手に輝く。2015年の第33回皇后盃全国都道府県対抗女子駅伝競走大会では京都チームのメンバーとして第3区を走ったこともある。
また、2014年の全日本中学校陸上競技選手権では
800m3位入賞を果たした。
京都文教高等学校進学後は800mを中心に中距離ランナーへの方向を見出す。2017年の高校3年の時の全国高等学校総合体育大会（山形県総合運動公園陸上競技場／山形県天童市）では女子800mで2分2秒57の高校新記録を樹立した。
2018年に立命館大学に入学し、体育会女子陸上競技部に所属。同年6月の第18回アジアジュニア陸上競技選手権大会では日本代表選手として女子800mに出場して銀メダルを獲得し、4×400mリレーでは金メダルを獲得した、9月の第87回日本学生陸上競技対校選手権大会（インターカレッヂ）では女子800mに於いて2分5秒88のタイムで優勝。また2018年アジア競技大会では日本代表選手に選出されて800m、4×400mリレーに出場し、共に5位入賞を果たした。
2019年、4月の第23回アジア陸上競技選手権大会女子800mに日本代表選手として出場し、2分7秒70で6位に入賞。5月11日、2019年IAAF世界リレー大会（横浜国際総合競技場）では男女混合2×2×400mリレーに男子のクレイ・アーロン・竜波（相洋高等学校）とのペアで出場し、銅メダルを獲得した。2022年4月、岩谷産業陸上部に入部する。
2022年第106回日本陸上競技選手権大会女子800mで優勝した[11]。  
2023年にはアジア室内陸上競技選手権大会で銀メダルを獲得し[2]、同年のアジア陸上競技選手権大会およびアジア競技大会ではそれぞれ5位に入賞した[3][4]。
2024年7月20日に開催された「ホクレン・ディスタンスチャレンジ2024 第5戦 千歳大会」において、塩見綾乃は女子800mで自己ベストとなる2分01秒93をマークし、日本歴代5位に入る好記録を記録した。この記録は、高校3年時のインターハイ（2017年）で出した2分02秒57の記録を7年ぶりに更新したものである。 [oai_citation:0‡月陸Online｜月刊陸上競技](https://www.rikujyokyogi.co.jp/archives/141587?utm_source=chatgpt.com)